# Бортников, Николай Стефанович
Никола́й Стефа́нович Бо́ртников (род. 25 марта 1946, Павловский район, Воронежская область) — советский и российский учёный-геолог, специалист в области минералогии и геологии рудных месторождений. Академик РАН (2008), научный руководитель Института геологии рудных месторождений, петрографии, минералогии и геохимии РАН (с 2015 г.), академик-секретарь Отделения наук о Земле (ОНЗ РАН) с 2022 г.

## Биография
Родился 25 марта 1946 года в селе Большая Казинка, Павловский район, Воронежская область.
В 1968 году окончил Московский геологоразведочный институт им. С. Орджоникидзе по специальности «горный инженер-геолог (поиски и разведка месторождений редких и радиоактивных металлов)», затем работал в Институте геологии рудных месторождений, петрографии, минералогии и геохимии АН СССР.
С 1972 по 1975 годы обучался в основной аспирантуре Института экспериментальной минералогии АН СССР под руководством профессора И. Я. Некрасова. В 1977 году защитил кандидатскую диссертацию по направлению «геохимия» по теме «Фазовые взаимоотношения в системе Pb — Sn — Sb — S в гидротермальных условиях».
С 1976 года вновь работает в Институте геологии рудных месторождений, петрографии, минералогии и геохимии АН СССР (ныне — ИГЕМ РАН) в должности младшего научного сотрудника, затем старшего (1984—1986) и ведущего научного сотрудника.
В 1995 году присуждена степень доктора геолого-минералогических наук за работу «Парагенетический анализ минеральных ассоциаций в рудах гидротермальных месторождений цветных и благородных металлов». В 1996 году избран заведующим лабораторией минералогии этого же института, занимал эту должность до 2009 года.
В 1997—2004 годах работал в Отделении геологии, геофизики, геохимии и горных наук РАН (преобразованного в Отделение наук о Земле РАН) заместителем академика-секретаря по научно-организационной работе.
В 2004—2014 годах — директор Института геологии рудных месторождений, петрографии, минералогии и геохимии РАН, заместитель председателя Совета директоров институтов РАН. В 2014—2015 годах — временно исполняющий обязанности директора, с июня 2015 года — научный руководитель института.
22 мая 2003 года избран членом-корреспондентом РАН по Отделению наук о Земле (минералогия, процессы рудообразования), академик РАН c 29 мая 2008 года. Заместитель академика-секретаря Отделения геологии, геофизики, геохимии и горных наук с 1997 года, после его преобразования — Отделения наук о Земле РАН по 2022 г, руководитель Секции геологии, геофизики, геохимии и горных наук ОНЗ РАН (2013—2022 гг).
С 2017 года — член Президиума Российской академии наук.
С 2022 года академик-секретарь Отделения наук о Земле (ОНЗ РАН).
В 1996—2001 годах — эксперт Российского фонда фундаментальных исследований, член Экспертного совета РФФИ (науки о Земле) в 2002—2004 годах. С 2001 — эксперт научных проектов Министерства природных ресурсов РФ. С 2013 года — профессор МГУ имени М. В. Ломоносова.
Главный редактор научных журналов «Геология рудных месторождений» и «Доклады Российской академии наук. Науки о Земле».